# Chanel Iman
Chanel Iman Robinson Shepard (Atlanta, Estados Unidos; 1 de diciembre de 1990) conocida simplemente como Chanel Iman, es una modelo estadounidense y un exángel de Victoria's Secret.

## Comienzos
Iman nació en Atlanta, Georgia el 1 de diciembre de 1990. Ella se crio en Los Ángeles, California. Su madre es copropietaria de "La Boutique bolsa roja" en Los Ángeles con ella. Su madre es mitad coreana y su padre es afroamericano.

## Carrera

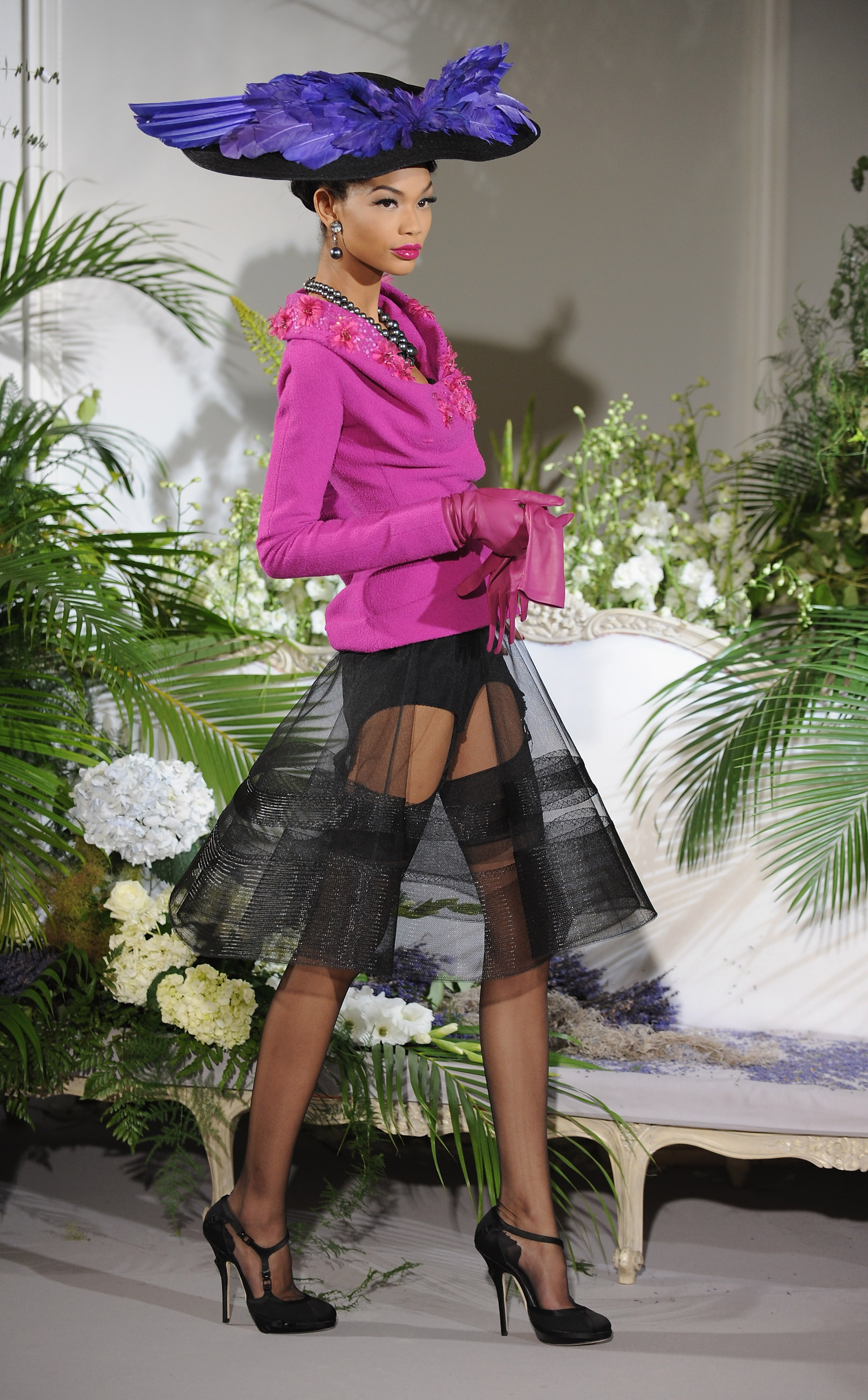
Iman en el show de moda Christian Dior de Alta Costura en julio de 2009.

Iman comenzó a modelar con la agencia Ford Models a los 13 años como modelo infantil en Los Ángeles, California. Ella voló a Nueva York en 2006 y ganó el tercer lugar en la top model de Ford de la contienda mundial. Poco después, firmó con la agencia.
El New York Times escribió un artículo sobre ella, "Un modelo a partir del día 1", en el que Iman explicó que quería ser un modelo de toda su vida. Ella se presentó en mayo de 2007 portada de la Vogue estadounidense como una de las "Next Top Models del mundo".
Style.com también contó con Iman como una estrella en ascenso en el año 2007.El mismo asistió a mayor gala de la moda, la pelota Met, donde fue nombrado el segundo mejor de Vogue vestida de la semana en su vestido sin mangas de Zac Posen
En febrero y julio de apareció en la portada de Teen Vogue, con Karlie Kloss y Michael Ali, fotografiada por Patrick Demarchelier, a continuación, en noviembre de 2009 apareció en la portada, esta vez con Jourdan Dunn. Cubre otros Iman incluyen italiana Elle, iD, Dubái y el Bazar de Harper Ucrania, Lula, coreano, Teen, y Vogue América. Desfiló para casas de moda y diseñadores como Balenciaga, Versace, Yves Saint Laurent y Stella McCartney. También apareció en editoriales de Allure, Harpers Bazaar, V, iD, Pop, Elle, Vanity Fair Italia, Vogue, entre otros. Chanel Iman participó en campañas publicitarias para marcas de alta gama, como, Bottega Veneta, GAP, Ralph Lauren, Express y DKNY.
Fue imagen de la marca Kinect  videojuegos en Xbox live Arcade, junto con otras celebridades, también fue elegida como modelo por Amazon, para la campaña de moda de fiesta del año 2012.
En 2012 Iman fue elegida como la representante para recaudar fondos para un evento de caridad en la ciudad estadounidense de Chicago, e incluso diseñó una mochila para la campaña del presidente de entonces presidente Barack Obama. Asistió a una cena en casa del presidente, junto con la actriz Sarah Jessica Parker.
Participó en el Fashion Show de Victoria Secret 2009, 2010 y 2011. En 2010, se convirtió en un ángel de Victoria's Secret y fue utilizado en varias de las campañas de la compañía.

## Televisión

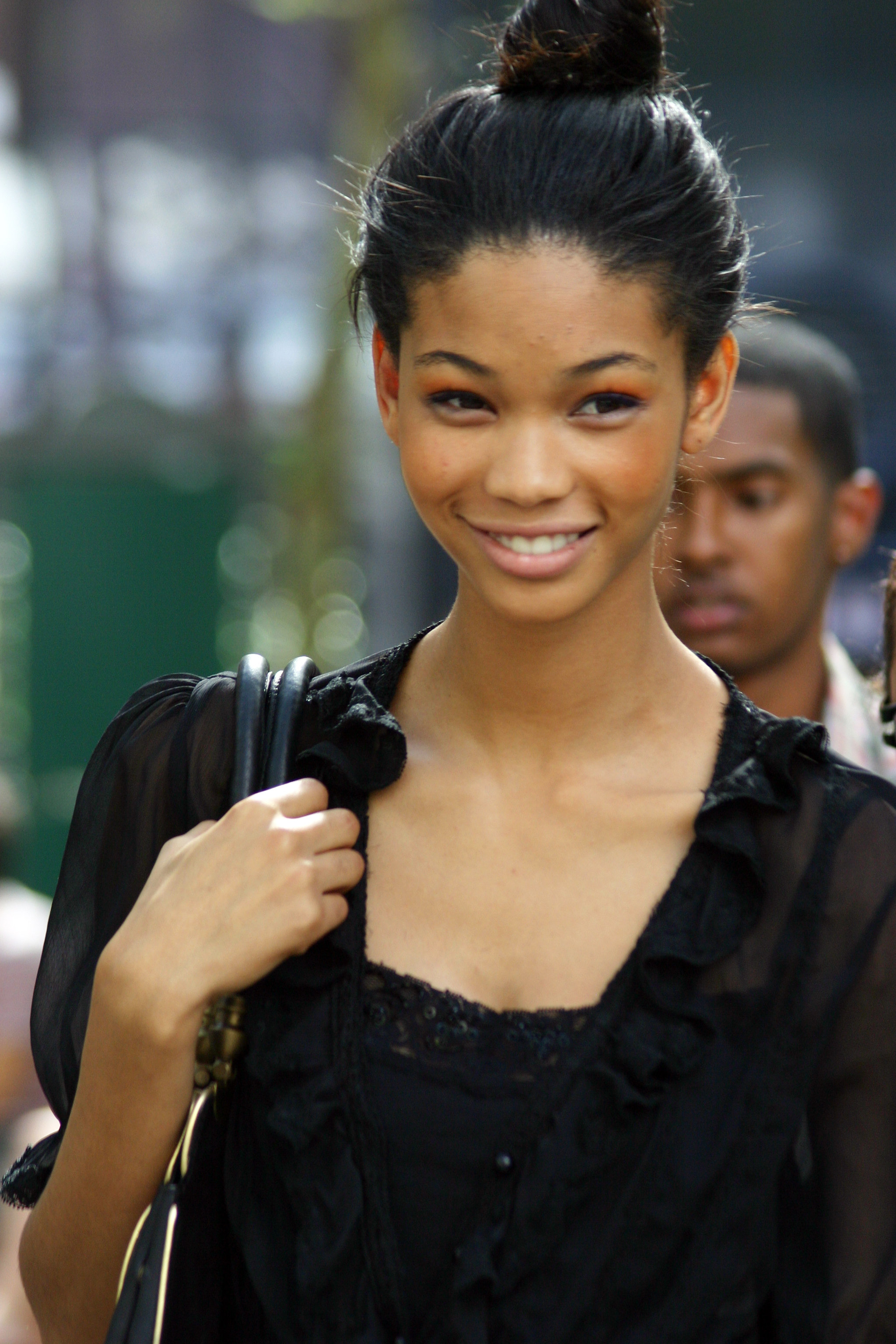
Chanel Iman en 2007.

En octubre de 2007 Iman apareció, con su madre, en un episodio de la demostración de Tyra Banks. El 21 de marzo de 2009, apareció como corresponsal en breve renacimiento de MTV House of Style con Bar Refaeli.
Protagonizó varios anuncios de televisión para combatir la crisis en los Estados Unidos. Iman ha estado muy involucrada a causa de la sequía que se sufre en el África Oriental.
En septiembre del 2009 fue jurado en la 13.ª temporada del programa de televisión America's Next Top Model.

## Vida personal
En marzo de 2018 se casó con Sterling Shepard.
En mayo de 2018 confirmó que estaba embarazada. El 10 de agosto de ese mismo año, Iman dio a luz a su primera hija, Cali Clay Shepard. El 26 de agosto de 2019 confirmó que estaba esperando su segundo hijo. El 17 de diciembre de 2019 dio a luz a su segunda hija, Cassie Snow Shepard.
En abril de 2023 se divorciaron y un mes después, Iman anunció su tercer embarazo junto a su actual pareja, Davon Godchaux. Su tercera hija, Capri Summer Godchaux, nació el 19 de septiembre de 2023.